# Manchester Monarchs
I Manchester Monarchs sono stati una squadra di hockey su ghiaccio dell'American Hockey League con sede nella città di Manchester nel New Hampshire. Nati nel 2001 e sciolti nel 2015 sono stati affiliati ai Los Angeles Kings, squadra della National Hockey League, e hanno disputato i loro match casalinghi presso la Verizon Wireless Arena.

## Storia
I Manchester Monarchs nacquero nel 2001 come formazione affiliata ai Los Angeles Kings in American Hockey League; disputarono la loro prima partita il 6 ottobre 2001 contro i Lowell Lock Monsters perdendo 6-3, e conclusero la stagione inaugurale conquistando subito l'accesso ai playoff. Nelle stagioni 2004-2005, segnata dal lockout della NHL, e 2006-2007, i Monarchs conquistarono il titolo divisionale nella Atlantic Division e la prima posizione in classifica nella propria conference al termine della stagione regolare.
Nonostante la costanza nell'accesso ai playoff solo per due volte hanno superato il primo turno, entrambe le volte riuscendo ad arrivare in semifinale di Calder Cup, nel 2007 e nel 2010. La stagione 2008-2009 fu la prima ed unica nella quale non conquistarono l'accesso alla fase dei playoff.
Il 29 gennaio 2015 durante una conferenza stampa la AHL annunciò il trasferimento dei Monarchs da Manchester per trasferirli a Ontario, in California. In cambio di questo trasferimento la franchigia della ECHL degli Ontario Reign si sarebbe spostata proprio a Manchester per riforndare una nuova squadra dei Manchester Monarchs, la prima formazione della ECHL nel New England.
Proprio nell'ultima stagione della loro storia i Monarchs furono autori di una stagione perfetta: infatti dopo aver vinto il titolo divisionale e il miglior record della lega avanzarono nei playoff fino alla finale, la prima della loro storia, e sconfissero gli Utica Comets per 4-1 conquistando così la Calder Cup.

### Affiliazioni
Nel corso della loro storia i Manchester Monarchs sono stati affiliati alle seguenti franchigie della National Hockey League:
- Los Angeles Kings: (2001-2015)

## Record stagione per stagione
| Stagione            | Division | Gare | V  | S  | P  | OTL | SOL | Punti | GF  | GS  | Piazzamento | Play-off |
| ------------------- | -------- | ---- | -- | -- | -- | --- | --- | ----- | --- | --- | ----------- | --- |
| Manchester Monarchs |          |      |    |    |    |     |     |       |     |     |             | |
| 2001-02             | North    | 80   | 38 | 28 | 11 | 3   | -   | 90    | 236 | 225 | 2°          | perde 1º turno (Hartford) 2-3                                                                                                |
| 2002-03             | North    | 80   | 40 | 23 | 11 | 6   | -   | 97    | 254 | 209 | 2°          | perde 1º turno (Bridgeport) 0-3                                                                                              |
| 2003-04             | Atlantic | 80   | 40 | 28 | 7  | 5   | -   | 92    | 223 | 181 | 2°          | perde 1º turno (Worcester) 2-4                                                                                               |
| 2004-05             | Atlantic | 80   | 51 | 21 | -  | 4   | 4   | 110   | 258 | 176 | 1°          | perde 1º turno (Providence) 2-4                                                                                              |
| 2005-06             | Atlantic | 80   | 43 | 30 | -  | 3   | 4   | 93    | 236 | 230 | 3°          | perde 1º turno (Hartford) 3-4                                                                                                |
| 2006-07             | Atlantic | 80   | 51 | 21 | -  | 7   | 1   | 110   | 242 | 182 | 1°          | vince 1º turno (Worcester) 4-2 vince 2º turno (Providence) 4-2 perde semifinali (Hershey) 0-4                                |
| 2007-08             | Atlantic | 80   | 39 | 31 | -  | 5   | 5   | 88    | 240 | 228 | 4°          | perde 1º turno (Providence) 0-4                                                                                              |
| 2008-09             | Atlantic | 80   | 37 | 35 | -  | 0   | 8   | 82    | 211 | 218 | 5°          | |
| 2009-10             | Atlantic | 80   | 43 | 28 | -  | 3   | 6   | 95    | 213 | 200 | 3°          | vince 1º turno (Portland) 4-0 vince 2º turno (Worcester) 4-2 perde semifinali (Hershey) 2-4                                  |
| 2010-11             | Atlantic | 80   | 44 | 26 | -  | 4   | 6   | 98    | 255 | 209 | 2°          | perde 1º turno (Binghamton) 3-4                                                                                              |
| 2011-12             | Atlantic | 76   | 39 | 32 | -  | 2   | 3   | 83    | 207 | 208 | 2°          | perde 1º turno (Norfolk) 1-3                                                                                                 |
| 2012-13             | Atlantic | 76   | 37 | 32 | -  | 3   | 4   | 81    | 219 | 209 | 3°          | perde 1º turno (Springfield) 1-3                                                                                             |
| 2013-14             | Atlantic | 76   | 48 | 19 | -  | 3   | 6   | 105   | 244 | 188 | 1°          | perde 1º turno (Norfolk) 1-3                                                                                                 |
| 2014-15             | Atlantic | 76   | 50 | 17 | -  | 6   | 3   | 109   | 241 | 176 | 1°          | vince 1º turno (Portland) 3-2 vince 2º turno (Wilkes-Barre) 4-1 vince semifinali (Hartford) 4-0 vince Calder Cup (Utica) 4-1 |

## Record della franchigia

### Singola stagione
Gol: 46  Michael Cammalleri (2004-05)
Assist: 63  Michael Cammalleri (2004-05)
Punti: 109  Michael Cammalleri (2004-05)
Minuti di penalità: 322  Joe Rullier (2004-05)
Media gol subiti: 1.93  Adam Hauser (2004-05)
Parate %: .933  Adam Hauser (2004-05)

### Carriera
Gol: 85  Noah Clarke
Assist: 122  Gabe Gauthier
Punti: 199  Noah Clarke
Minuti di penalità: 844  Joe Rullier
Vittorie: 84  Martin Jones
Shutout: 15  Adam Hauser
Partite giocate: 414  Andrew Campbell

## Palmarès

### Premi di squadra
- Calder Cup: 1

2014-2015
- Macgregor Kilpatrick Trophy: 1

2014-2015
- Emile Francis Trophy: 4

2004-2005, 2006-2007, 2013-2014, 2014-2015
- Frank Mathers Trophy: 1

2004-2005
- Richard F. Canning Trophy: 1

2014-2015

### Premi individuali
- Aldege "Baz" Bastien Memorial Award: 2

Jason LaBarbera: 2006-2007
Jonathan Bernier: 2009-2010
- Dudley "Red" Garrett Memorial Award: 2

Teddy Purcell: 2007-2008
Tyler Toffoli: 2012-2013
- Fred T. Hunt Memorial Award: 1

Eric Healey: 2002-2003
- Harry "Hap" Holmes Memorial Award: 2

Jason LaBarbera: 2006-2007
- Jack A. Butterfield Trophy: 1

Jordan Weal: 2014-2015
- John B. Sollenberger Trophy: 2

Pavel Rosa: 2003-2004
Brian O'Neill: 2014-2015
- Les Cunningham Award: 1

Brian O'Neill: 2014-2015
- Louis A. R. Pieri Memorial Award: 1

Mike Stothers: 2014-2015
- Willie Marshall Award: 1

Michael Cammalleri: 2004-2005